# Kentarō Moriya
Kentarō Moriya (森谷 賢太郎?, Moriya Kentarō; Kanagawa, 21 settembre 1988) è un ex calciatore giapponese, di ruolo centrocampista.

## Biografia
L'11 aprile 2019 annuncia via social la nascita della sua prima figlia.

## Caratteristiche tecniche
È un centrocampista centrale, che può adattarsi anche al ruolo di trequartista.

## Statistiche

### Presenze e reti nei club
Statistiche aggiornate al 6 luglio 2024.
| Stagione                  | Club                      | Campionato                | Campionato | Campionato | Coppe nazionali | Coppe nazionali | Coppe nazionali | Coppe continentali | Coppe continentali | Coppe continentali | Altre coppe | Altre coppe | Altre coppe | Totale | Totale |
| Stagione                  | Club                      | Comp                      | Pres       | Reti       | Comp            | Pres            | Reti            | Comp               | Pres               | Reti               | Comp        | Pres        | Reti        | Pres   | Reti   |
| ------------------------- | ------------------------- | ------------------------- | ---------- | ---------- | --------------- | --------------- | --------------- | ------------------ | ------------------ | ------------------ | ----------- | ----------- | ----------- | ------ | ------ |
| 2007                      | Tsukuba Daigaku           | -                         | -          | -          | CG              | 1               | 0               | -                  | -                  | -                  | -           | -           | -           | 1      | 0      |
| 2011                      | Yokohama F·Marinos        | J1                        | 4          | 1          | CG+CdL          | 3+0             | 0               | -                  | -                  | -                  | -           | -           | -           | 7      | 1      |
| 2012                      | Yokohama F·Marinos        | J1                        | 4          | 0          | CG+CdL          | 0+2             | 0               | -                  | -                  | -                  | -           | -           | -           | 6      | 0      |
| Totale Yokohama F·Marinos | Totale Yokohama F·Marinos | Totale Yokohama F·Marinos | 8          | 1          |                 | 5               | 0               |                    | -                  | -                  |             | -           | -           | 13     | 1      |
| 2013                      | Kawasaki Frontale         | J1                        | 16         | 1          | CG+CdL          | 4+8             | 0+1             | -                  | -                  | -                  | -           | -           | -           | 28     | 2      |
| 2014                      | Kawasaki Frontale         | J1                        | 27         | 2          | CG+CdL          | 0+4             | 0+2             | ACL                | 6                  | 0                  | -           | -           | -           | 37     | 4      |
| 2015                      | Kawasaki Frontale         | J1                        | 22         | 2          | CG+CdL          | 1+4             | 0+1             | -                  | -                  | -                  | -           | -           | -           | 27     | 3      |
| 2016                      | Kawasaki Frontale         | J1                        | 19         | 4          | CG+CdL          | 4+4             | 0               | -                  | -                  | -                  | -           | -           | -           | 27     | 4      |
| 2017                      | Kawasaki Frontale         | J1                        | 18         | 2          | CG+CdL          | 4+3             | 1+0             | ACL                | 4                  | 0                  | -           | -           | -           | 29     | 3      |
| 2018                      | Kawasaki Frontale         | J1                        | 3          | 0          | CG+CdL          | 2+0             | 0               | ACL                | 4                  | 0                  | SG          | 1           | 0           | 10     | 0      |
| Totale Kawasaki Frontale  | Totale Kawasaki Frontale  | Totale Kawasaki Frontale  | 105        | 11         |                 | 38              | 5               |                    | 14                 | 0                  |             | 1           | 0           | 158    | 16     |
| 2019                      | Júbilo Iwata              | J1                        | 9          | 0          | CG+CdL          | 1+4             | 1+0             | -                  | -                  | -                  | -           | -           | -           | 14     | 1      |
| 2020                      | Ehime                     | J2                        | 40         | 0          | -               | -               | -               | -                  | -                  | -                  | -           | -           | -           | 40     | 0      |
| 2021                      | Ehime                     | J2                        | 22         | 0          | CG              | 1               | 0               | -                  | -                  | -                  | -           | -           | -           | 23     | 0      |
| Totale Ehime              | Totale Ehime              | Totale Ehime              | 62         | 0          |                 | 1               | 0               |                    | -                  | -                  |             | -           | -           | 63     | 0      |
| 2022                      | Sagan Tosu                | J1                        | 12         | 0          | CG+CdL          | 3+3             | 0               | -                  | -                  | -                  | -           | -           | -           | 18     | 0      |
| 2023                      | Sagan Tosu                | J1                        | 14         | 1          | CG+CdL          | 1+3             | 0               | -                  | -                  | -                  | -           | -           | -           | 18     | 1      |
| 2024                      | Sagan Tosu                | J1                        | 2          | 0          | CG+CdL          | 1+0             | 0               | -                  | -                  | -                  | -           | -           | -           | 3      | 0      |
| Totale Sagan Tosu         | Totale Sagan Tosu         | Totale Sagan Tosu         | 28         | 1          |                 | 11              | 0               |                    | -                  | -                  |             | -           | -           | 39     | 1      |
| Totale carriera           | Totale carriera           | Totale carriera           | 212        | 13         |                 | 61              | 6               |                    | 14                 | 0                  |             | 1           | 0           | 288    | 19     |

## Palmarès

### Club

#### Competizioni nazionali
- Campionato giapponese: 2

Kawasaki Frontale: 2017, 2018